# Germane (Stoffgruppe)

Allgemeine Summenformel der Germane, bei n=0 handelt es sich um Monogerman.

Als Germane werden die Germaniumwasserstoffe bezeichnet. Der Aufbau der Germane entspricht formal den Silanen und den Alkanen.
Die allgemeine Summenformel lautet GenH2n+2.

## Monogerman
Monogerman (GeH4) ist die einfachste chemische Verbindung aus der Gruppe der Germane. Das sehr reaktionsfreudige, giftige, leicht zersetzliche und charakteristisch unangenehm riechende Gas findet Anwendung in der Halbleitertechnologie.

## Höhere Germane
Höhere Germane wie Digerman (Ge2H6) haben einen höheren Schmelzpunkt. Sie stellen farblose, leichtbewegliche bis ölige Flüssigkeiten dar und sind ebenfalls sehr instabil. Das längste bekannte German ist das Nonagerman (Ge9H20).